# Арнд Пайфер
Арнд Пайфер (на немски: Arnd Peiffer) е германски състезател по биатлон, участник на зимните олимпийски игри в Пьонгчанг през 2018 г..
Пайфер е роден на 18 март 1987 г. в Волфенбютел и започва кариерата си на биатлонист през 2004 г. 
Присъединява се към немския тим през 2009 г. (German Biathlon Team).
Дебютът му за „Световната купа“ е през 2009 година в Оберхоф.
Един от ритуалите му е да яде банан точно 30 минути преди всяко състезание. Това признание прави в интервю за fischersports.com през март 2013 г.

## Участия на зимни олимпийски игри
| Олимпийски игри            | Място     | Държава    | дисциплина      | класиране |
| -------------------------- | --------- | ---------- | --------------- | --------- |
| Зимни олимпийски игри 2010 | Ванкувър  | Канада     | спринт          | 37        |
| Зимни олимпийски игри 2010 | Ванкувър  | Канада     | преследване     | 37        |
| Зимни олимпийски игри 2010 | Ванкувър  | Канада     | масов старт     | 17        |
| Зимни олимпийски игри 2010 | Ванкувър  | Канада     | щафета          | 5         |
| Зимни олимпийски игри 2014 | Сочи      | Русия      | спринт          | 34        |
| Зимни олимпийски игри 2014 | Сочи      | Русия      | преследване     | 19        |
| Зимни олимпийски игри 2014 | Сочи      | Русия      | щафета 4×7,5 км | 18        |
| Зимни олимпийски игри 2014 | Сочи      | Русия      | щафета 4×7,5 км |           |
| Зимни олимпийски игри 2018 | Пьонгчанг | Южна Корея | спринт 10 км    |           |
| Зимни олимпийски игри 2018 | Пьонгчанг | Южна Корея | преследване     | 8         |

## Успехи
- 16 победи в „Световната купа“ (6 в спринта, 2 в преследването, 3 в смесената щафета и 5 в щафетата)
- „Световен шампион“ в спринта през 2011 г.
- „Олимпийски шампион“ на Зимните олимпийски игри 2018 на 10 км спринт.
- „Олимпийски вицешампион“ на Зимните олимпийски игри 2014 в щафетата.